# Anton Aškerc
Anton Aškerc (ur. 9 stycznia 1856 w Globoko, zm. 10 czerwca 1912 w Lublanie) – słoweński pisarz, tłumacz, duchowny i publicysta.

## Życiorys
Po ukończeniu seminarium duchownego w Mariborze był proboszczem w parafiach na obszarze Styrii. Następnie popadł w spór z miejscowym biskupem, zaprzestał posługi i został archiwistą w Lublanie.
Był czołowym poetą słoweńskiego realizmu. Tworzył wiersze, ballady, romanse, przypowieści i satyry. Publikował także dzienniki podróżnicze. W swojej twórczości krzewił liberalizm i patriotyzm. Ze względu na kontestowanie dogmatów katolickich i odwoływanie się do wartości wczesnego chrześcijaństwa był poddawany krytyce przez prasę klerykalną. Przekładał literaturę z języków chorwackiego, czeskiego, niemieckiego i rosyjskiego. Był redaktorem czasopisma Ljubljanski zvon.

## Wybrane publikacje
(opracowano na podstawie materiału źródłowego)
- Balade in romance (1890)
- Lirske in epske poezije (1896)
- Nove poezije (1900)
- Izmajlov, Red sv. Jurja, Tujka (1900)
- Četrti zbornik poezij (1904)
- Zlatorog (1904),
- Mučeniki (1906)
- Jadranski biseri (1908)
- Akropolis in piramide (1909)
- Pesnitve: peti zbornik (1910)
- Poslednji Celjan (1912)